# 1. division 1965
La 1. Division 1965 è stata la 52ª edizione della massima serie del campionato danese di calcio conclusa con la vittoria del Esbjerg fB, al suo quarto titolo.
Capocannoniere del torneo fu Per Petersen del B 1903 con 18 reti.

## Classifica finale
|    | Classifica      | G  | V  | N | P  | GF | GS | DR  | Pti |
| -- | --------------- | -- | -- | - | -- | -- | -- | --- | --- |
| 1  | Esbjerg fB      | 22 | 12 | 7 | 3  | 53 | 24 | +29 | 31  |
| 2  | Vejle           | 22 | 13 | 4 | 5  | 54 | 28 | +26 | 30  |
| 3  | B 1903          | 22 | 11 | 6 | 5  | 47 | 26 | +21 | 28  |
| 4  | BK Frem         | 22 | 10 | 7 | 5  | 33 | 19 | +14 | 27  |
| 5  | Hvidovre IF (*) | 22 | 9  | 8 | 5  | 36 | 27 | +9  | 26  |
| 6  | KB              | 22 | 9  | 4 | 9  | 27 | 36 | -9  | 22  |
| 7  | Aalborg (*)     | 22 | 7  | 7 | 8  | 32 | 27 | +5  | 21  |
| 8  | AGF             | 22 | 7  | 7 | 8  | 37 | 45 | +8  | 21  |
| 9  | B 1909          | 22 | 9  | 2 | 11 | 36 | 46 | -10 | 20  |
| 10 | B 1913          | 22 | 7  | 5 | 10 | 31 | 38 | -7  | 19  |
| 11 | B 93            | 22 | 4  | 3 | 15 | 21 | 56 | -35 | 11  |
| 12 | B 1901          | 22 | 2  | 4 | 16 | 24 | 59 | -35 | 8   |

(*) Squadre neopromosse

## Verdetti
- Esbjerg fB Campione di Danimarca 1965.
- Esbjerg fB ammesso alla Coppa dei Campioni 1965-1966.
- B 93 e B 1901 retrocesse.